# Violência étnica na Papua-Nova Guiné
A violência étnica na Papua-Nova Guiné relaciona-se frequentemente com guerras intertribais.

## Contexto
Os clãs e tribos da Nova Guiné lutaram entre si durante séculos em várias disputas, como a de terras. Em tempos mais recentes, as eleições têm sido um gatilho para a violência com tribos alinhadas com candidatos locais e linhas partidárias. Tradicionalmente, o homem que inicialmente tem o agravo é considerado “o dono da luta” (ou um homem mais velho em nome de uma mulher com o agravo) e é responsável por iniciar e terminar a luta enquanto se espera que o seu clã o apoie. Os anciãos e líderes tradicionais costumavam ter um efeito mais estabilizador, mas a sua influência tem diminuído nos últimos tempos, à medida que as estruturas tribais tradicionais têm mudado. Por exemplo, recentemente, combates foram iniciados por jovens contra os conselhos dos membros mais velhos do clã e do dono da luta, cuja preferência tem sido pela mediação. Existem regras consuetudinárias de guerra e a regra mais consistente tem sido o conceito de neutralidade, onde os participantes não devem atacar edifícios ou pessoas neutras. Embora existam apenas meios limitados de fazer cumprir tais regras, que são geralmente passadas de pai para filho ou durante reuniões de clã, os membros mais velhos da comunidade sentem que as gerações mais jovens não respeitam estes costumes. Embora o arco e as flechas tenham sido a arma básica durante séculos, a recente introdução de armas de fogo automáticas levou a resultados mais trágicos.

## Região insular

### Bougainville
Durante o conflito de Bougainville, o Exército Revolucionário de Bougainville sob o comando de Francis Ona lutou pela secessão de Bougainville de Papua-Nova Guiné. As minas de cobre descobertas na Ilha Bougainville tornaram-se uma importante fonte de receitas para Papua-Nova Guiné. A grande maioria dos mineiros era do continente e a mina estava a causar danos ambientais, gerando tensões. O povo das ilhas de Bougainville sentia uma maior ligação cultural e geográfica com o restante do Arquipélago de Salomão, como a nação das Ilhas Salomão, do que com a Papua-Nova Guiné continental. Os nativos se viam como “peles negras” e os migrantes do continente como “peles vermelhas”. No referendo sobre a independência de Bougainville em 2019, os eleitores votaram pela independência e o governo da Papua-Nova Guiné concordou em dar independência a Bougainville em 2027.

### Ilhas Trobianda
Nas Ilhas Trobriand, a guerra intertribal foi proibida durante o domínio colonial australiano e as disputas foram resolvidas com jogos de críquete e isso muitas vezes continuou após a independência. Na Ilha Kiriwina, em 2022, mais de 30 pessoas foram mortas em confrontos entre Kulumata e Kuboma.

## Região das Terras Altas
Em 2021, aproximadamente 30.000 pessoas foram deslocadas pela violência tribal na Região das Terras Altas. Na província de Enga, os combates entre a tribo Yalingin e a tribo Yambalekin, que custaram a vida a 80 pessoas e começaram no ano anterior, terminaram num acordo pacífico. Nas eleições nacionais de 2022, cerca de 89.000 pessoas foram deslocadas em todo o país, sendo a maioria da Região das Terras Altas.

## Áreas urbanas
Em áreas urbanas como a capital, Port Moresby, o conflito étnico incluiu violência entre gangues conhecidas como Raskols, associadas a diferentes tribos. Em Port Moresby, a gangue “Kips Kaboni” do povo motu local esteve envolvida no ataque a residentes e gangues de migrantes do planalto de Tari.